# Campeonato Pernambucano Série A3 2024
In 2024 werd de negende editie van het Campeonato Pernambucano Série A3 gespeeld voor voetbalclubs uit de Braziliaanse staat Pernambuco. De competitie werd georganiseerd door de FPF en werd gespeeld van 21 september tot 5 november. América werd kampioen. 

## Eindstand
| Plaats | Club                  | Wed. | W | G | V | Saldo | Ptn. |
| ------ | --------------------- | ---- | - | - | - | ----- | ---- |
| 1.     | América do Recife (1) | 7    | 6 | 1 | 0 | 18:4  | 15   |
| 2.     | Águia de Cumaru       | 7    | 3 | 3 | 1 | 12:8  | 12   |
| 3.     | Caruaru City (1)      | 7    | 4 | 2 | 1 | 12:7  | 5    |
| 4.     | Belo Jardim (1)       | 7    | 3 | 3 | 1 | 11:7  | 4    |
| 5.     | 1° de Maio            | 7    | 1 | 1 | 5 | 6:16  | 4    |
| 6.     | Pesqueira (1)         | 7    | 1 | 5 | 1 | 3:4   | 0    |
| 7.     | Sete de Setembro (1)  | 7    | 0 | 2 | 5 | 5:15  | −1   |
| 8.     | Chã Grande (1)        | 7    | 1 | 1 | 5 | 8:14  | −2   |

(1):Zes van de acht clubs kregen strafpunten voor het opstellen van niet-speelgerechtigde spelers 
|  | Kampioen, promotie naar Série A2 2025 |
|  | Promotie naar Série A2 2025           |

## Kampioen
| Campeonato Pernambucano de 2024 - Série A4 |
| Pernambuco                                 |
| ------------------------------------------ |
| AMÉRICA Kampioen (1° titel)                |